# Ectophasia crassipennis
Ectophasia crassipennis är en tvåvingeart som först beskrevs av Fabricius 1794.  Ectophasia crassipennis ingår i släktet Ectophasia och familjen parasitflugor. Arten är reproducerande i Sverige. Inga underarter finns listade i Catalogue of Life.

## Bildgalleri

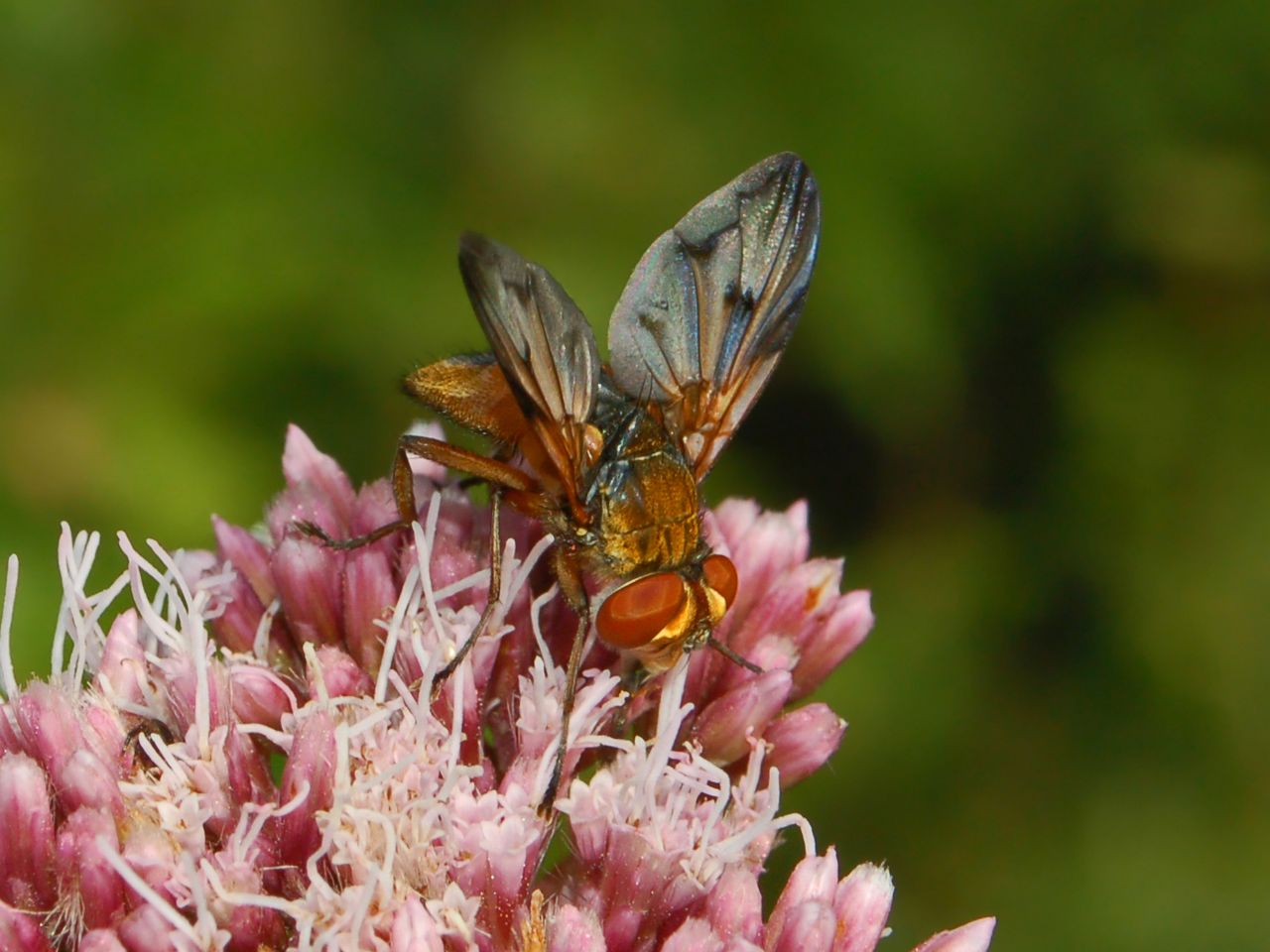
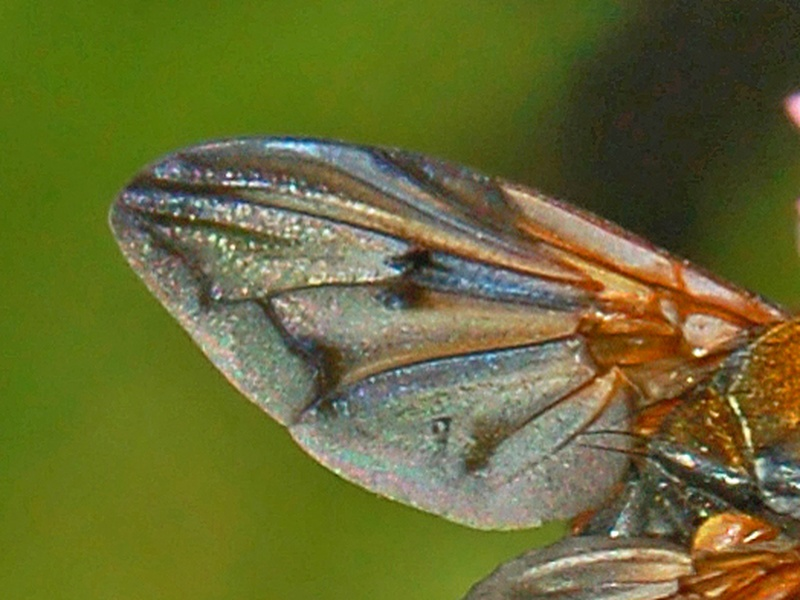